# Borrvind

Borrvind vid Stavsjö bruk. Fritt efter J. Tornqvist teckning 1753.

En borrvind är en äldre (1700–1800-talet) vattendriven borranläggning för att slätborra kanonloppen.

## Funktion
Kanonämnena vinschades upp med handkraft och sänktes av sin egen tyngd ner över borren som drevs med vattenkraft. 